# همانندی شیمیایی

همانندی آمفتامین و متیل‌هگزانامین

همانندی شیمیایی (انگلیسی: Chemical similarity) مفهومی در شیمی است که به نزدیکی و مشابهت کارکردی یا ساختاری اتم‌ها، مولکول‌ها یا ترکیب‌های شیمیایی دارد. از آن جله می‌توان به اثر یک گونه شیمیایی در یک واکنش شیمیایی یا برهم‌کنش زیستی اشاره نمود. همانندی شیمیایی، در کاربردهای زیستی با مفهوم فعالیت زیستی ارزیابی کمّی می‌شود، اما عموماً، فعالیت شیمیایی معیاری برای همانندی کارکردی است.
همانندی شیمیایی یکی از مفاهیم پایه در شیمی‌انفورماتیک است و در بررسی و پیش‌بینی خواص شیمیایی مولکول‌ها و داروپردازی نقش اساسی دارد. کاربرد همانندی شیمیایی برای چنین مطالعاتی بر پایهٔ اصل جانسون و ماگیورا که بیان می‌دارد: ترکیبات همانند، ویژگی‌ها و خواص همانند دارند استوار است.